# Campeonato Uruguaio de Futebol de 1900
O Campeonato Uruguaio de Futebol de 1900 foi o primeiro torneio oficial de futebol da história do futebol uruguaio. A competição consistiu em um campeonato com dois turnos, no sistema de todos contra todos. Apenas quatro equipes participaram. O campeão foi o CURCC, que ganhou o campeonato invicto.

## Classificação[2]
| Pos | Equipe           | Pts | J | V | E | D | GP | GC | SG  |
| --- | ---------------- | --- | - | - | - | - | -- | -- | --- |
| 1°  | CURCC            | 12  | 6 | 6 | 0 | 0 | 36 | 2  | 34  |
| 2°  | Albion           | 8   | 6 | 4 | 0 | 2 | 22 | 6  | 16  |
| 3°  | Uruguay Athletic | 2   | 6 | 1 | 0 | 5 | 3  | 25 | -22 |
| 4°  | Deutscher        | 2   | 6 | 1 | 0 | 5 | 3  | 31 | -28 |

| Campeonato Uruguaio de 1900 |
| --------------------------- |
| CURCC Campeão (1º título)   |